# 细果野菱
细果野菱（学名：Trapa maximowiczii）为千屈菜科菱属的植物。分布在俄罗斯、朝鲜、日本以及中国大陆的湖北、江西、吉林、黑龙江、河北、辽宁、河南等地，生长于海拔200米至1,970米的地区。

## 别名
四角马氏菱（江西大学学报）、小果菱（云南植物志）